# Тироны
Тироны — новобранцы в армии Древнего Рима имперского периода. В таком статусе они находились до шести месяцев после поступления в легион, и лишь закончив обучение, начинали считаться милитами — полноправными легионерами.
Подробно о правилах набора тиронов в армию, требованиях к ним и их обучении написано у Вегеция. Новобранцев обучали не только владению разными видами оружия того времени, но и длительным маршам с ношением тяжелого груза, умению держать строй и строить укрепления, а также другим навыкам, которые должны были сделать их полноценными солдатами.